# Фурт (Нижня Баварія)
Фурт (нім. Furth) — громада в Німеччині, знаходиться в землі Баварія. Підпорядковується адміністративному округу Нижня Баварія. Входить до складу району Ландсгут. Центр об'єднання громад Фурт.
Площа — 20,97 км2. Населення становить 3597 ос. (станом на 31 грудня 2020).